# لينجينو
لينجينو (بالألمانية: Lingenau) هي بلدية في مقاطعة بريجنز، في أقصى غرب ولاية فورارلبرغ النمساوية.